# Металлист (стадион)
Спорти́вный ко́мплекс «Металли́ст»  (укр. Спортивний комплекс «Металіст») — многофункциональный стадион в Харькове, Украина. «Металлист» — центральный стадион города. В основном используется для проведения футбольных матчей. До середины 2016 года являлся местом проведения домашних матчей футбольного клуба «Металлист». С августа 2016 года является домашней ареной «Металлиста 1925». С марта 2021 года принимает также матчи ФК «Металл». С 2017 года до марта 2020 года являлся временной домашней ареной футбольного клуба «Шахтёр» (Донецк). Вместимость стадиона составляет 40 003 зрителя.
Стадион-участник чемпионата Европы по футболу 2012. Также стадион принимает некоторые матчи сборной Украины по футболу. Стадион и кассовый павильон стадиона занесены в Реестр культурно-национального наследия Украины.

## История стадиона
В 1925 году по указанию Анастаса Микояна в столице УССР городе Харькове было начато строительство стадиона (архитектор З. В. Пермиловский). Стадион был построен на месте кладбища Святого-Духа. Первое название стадиона — «Трактор».

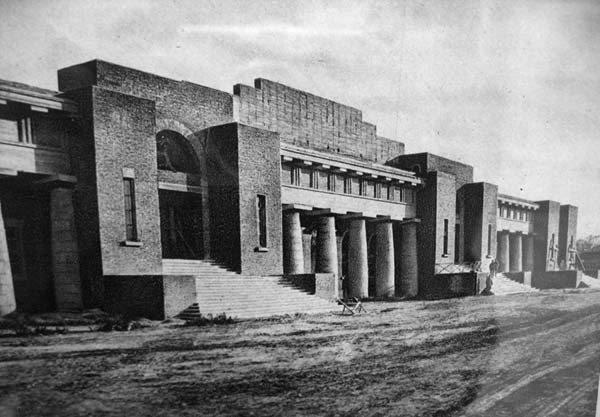
Фасад восточной трибуны в 1930 году

Открытие стадиона состоялось 12 сентября 1926 года. В открытии приняли участие 500 физкультурников города и 8000 зрителей. Завершился праздник футбольным матчем между командой «Металлист» и сборной Днепропетровска, исход поединка — 2:2. Изначально стадион имел одну трибуну (западную), которая вмещала 5000 зрителей. Длина беговой дорожки — 450 м. Вокруг беговой дорожки располагался единственный в Харькове асфальтированный велотрек с пологими виражами, длиной 500 м.
Поскольку город Харьков до июня 1934 года оставался столицей УССР то в нем проходили международные и всеукраинские соревнования. В 1927 году стадион «Металлист» принял несколько международных матчей. Так 26 мая сборная Харькова сыграла с командой из Саксонии. Хозяева выиграли со счетом 4:3. Мячи забивали В. Фомин, А. Шпаковский, П. Мищенко. 3 июля состоялся матч между сборной рабочих клубов Австрии и сборной металлистов, результат 1:1. 10 июля гости обыграли 2:0 сборную города, а 11 июля уступили 1:4 сборной Украины. 10 октября на стадионе «Металлист» сборная Харькова сыграла со сборной Рабочей спортивной ассоциации Англии. Матч прошёл с подавляющим превосходством хозяев — 7:1. Все матчи проходили при заполненных до отказа трибунах стадиона «Металлист».
В том же году был окончательно введён в строй велотрек, на котором были проведены всеукраинские соревнования по велогонкам. На первых официальных соревнованиях побеждали гонщики: харьковчане В. Ткачук и К. Сластин. 
28—29 января 1928 года на «Металлисте» проходили Всеукраинские первенства по зимним видам спорта, в частности — скоростной бег на коньках. А в феврале «Металлист» принял участников II Всеукраинской Спартакиады. 
Во время Великой Отечественной войны стадион был разрушен, его спортзал взорван. Причинённый ущерб в 1943 году был оценён в размере 4 млн рублей.

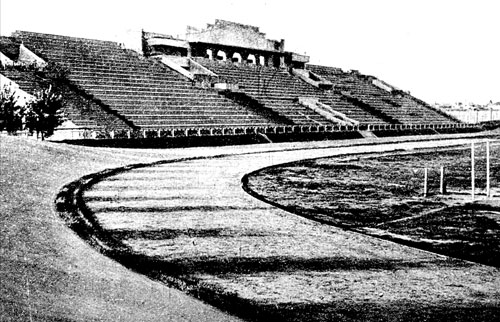
Западная трибуна, 1930-е годы

После реконструкции, в 1947 году стадион получил название «Дзержинец». Велотрек восстановлен не был.
В 1950 году стадион вновь после войны принял матчи чемпионата СССР.
В 1956 году стадион был переименован в «Авангард».
В 1966—1967 годах была произведена реконструкция западной трибуны. Количество мест увеличено до 10 000.
В 1967 году стадиону было дано название — «Металлист».
В 1970 году стадион был в очередной раз реконструирован. Архитектор — Ю. А. Табакова.
23 сентября 1980 года на матче чемпионата СССР среди команд первой лиги «Металлист» — «Таврия» был поставлен рекорд посещаемости стадиона — 42 тыс. зрителей.
12 августа 1992 года решением Кабинета министров Украины № 466 стадион «Металлист» и кассовый павильон были внесены в Реестр национально-культурного наследия Украины под номерами 11825 и 11826.
4 октября 2007 года впервые за историю независимой Украины стадион «Металлист» принял матч Кубка УЕФА между командами «Металлист» и «Эвертон» (Англия). Матч завершился со счетом 2:3 в пользу гостей.
В 2007 году началась реконструкция стадиона для подготовки к Чемпионату Европы по футболу 2012 года.
7 мая 2008 года стадион принял финальный матч розыгрыша Кубка Украины по футболу между «Динамо» (Киев) и «Шахтёром» (Донецк) (счет 0:2). Матч прошёл в рамках празднования 100-летия харьковского футбола с участием Президента Украины Виктора Ющенко. Впервые финал Кубка прошёл вне Киева.
11 октября 2008 года в рамках отборочного цикла чемпионата мира 2010 на стадионе состоялся футбольный матч между национальными сборными Украины и Хорватии. Игра закончилась нулевой ничьей.
16 мая 2010 на стадионе прошёл финальный матч Кубка Украины «Таврия» — «Металлург» (Донецк).

### Игры национальной сборной Украины
| №  | Дата            | Турнир   | Хозяева | Счет | Гости    | Голы                                                                                 |
| -- | --------------- | -------- | ------- | ---- | -------- | ------------------------------------------------------------------------------------ |
| 1  | 11 октября 2008 | КЧМ-2010 | Украина | 0:0  | Хорватия |                                                                                      |
| 2  | 25 мая 2010     | ТМ       | Украина | 4:0  | Литва    | 1:0 Алиев 10' 2:0 Алиев 16' 3:0 Шевченко 68' (пен.) 4:0 Шевченко 78'                 |
| 3  | 10 августа 2011 | ТМ       | Украина | 0:1  | Швеция   | 0:1 Хюсен 90+2'                                                                      |
| 4  | 2 сентября 2011 | ТМ       | Украина | 2:3  | Уругвай  | 1:0 Ярмоленко 1' 1:1 Гонсалес 43' 2:1 Коноплянка 45' 2:2 Лугано 61' 2:3 Эрнандес 87' |
| 5  | 11 октября 2013 | КЧМ-2014 | Украина | 1:0  | Польша   | 1:0 Ярмоленко 63'                                                                    |
| 6  | 15 ноября 2016  | ТМ       | Украина | 2:0  | Сербия   | 1:0 Шахов 38' 2:0 Ярмоленко 88' (пен.)                                               |
| 7  | 2 сентября 2017 | КЧМ-2018 | Украина | 2:0  | Турция   | 1:0 Ярмоленко 18' 2:0 Ярмоленко 42'                                                  |
| 8  | 16 октября 2018 | ЛН       | Украина | 1:0  | Чехия    | 1:0 Малиновский 43'                                                                  |
| 9  | 11 октября 2019 | КЧЕ-2020 | Украина | 2:0  | Литва    | 1:0 Малиновский 29' 2:0 Малиновский 58'                                              |
| 10 | 23 мая 2021     | ТМ       | Украина | 1:1  | Бахрейн  | 1:0 Зия Саид 75' (пен.) 1:1 Цыганков 90+1'                                           |
| 11 | 7 июня 2021     | ТМ       | Украина | 4:0  | Кипр     | 1:0 Ярмоленко 37' (пен.) 2:0 Зинченко 45+2' (пен.) 3:0 Ярмоленко 65' 4:0 Яремчук 59' |

### Евро-2012
Вопрос о том, будет ли Харькову и «Металлисту» доверено право проведение матчей финальной части чемпионата Европы 2012 года, был открыт до декабря 2009 года.
5 декабря 2009 года «Металлист» был торжественно открыт после реконструкции. На открытии стадиона директор Евро-2012 Мартин Каллен заявил, что при реконструкции выполнены все требования УЕФА, и выразил личную уверенность в готовности «Металлиста» к приёму матчей чемпионата Европы.
11 декабря 2009 года на заседании Исполнительного комитета УЕФА было принято решение назначить Харьков городом для проведения матчей группового этапа Евро-2012.

## Расположение
ОСК «Металлист» расположен на ул. Георгия Тарасенко, 65 в Слободском районе Харькова. С южной стороны стадиона расположена ул. Георгия Тарасенко, с восточной — ул. Храмовая, с западной — пер. Власовский.
В непосредственной близости от стадиона расположены четыре выхода станции метро «Спортивная» и три выхода станции метро «Метростроителей». Рядом со стадионом есть трамвайная остановка (маршруты № 5, 8). Проходят четыре автобусных маршрута: 232э, 244э/т, 251э, 260э/т.
Стадион находится на расстоянии 7,5 км от аэропорта, 5 км от железнодорожного вокзала «Харьков-Пассажирский», 1,2 км от автовокзала
Близлежащие гостиницы: «Металлист» (ул. Георгия Тарасенко, 92-А), «Глория» (ул. Георгия Тарасенко, 57).

## Реконструкция стадиона
В 2007 году была начата полная реконструкция стадиона. Цель — выполнение требований УЕФА к стадионам для проведения чемпионата Европы по футболу 2012 года. Были реконструированы восточная и южная трибуны. Восточная трибуна была разрушена до основания и возведена заново.
Старый навес, который закрывал лишь часть западной и северной трибун, был демонтирован. Новый навес опирается на 24 железные V-образных опоры, которые установлены вокруг стадиона. Таким образом, крыша не создает нагрузки на трибуны. Навес изготовлен из железных листов, а козырек — из полупрозрачного пластика. В отличие от старой крыши, новый навес закрывает все места на стадионе вплоть до первых рядов.
Такая конструкция способна выдержать 8-балльное землетрясение.
Были демонтированы четыре мачты освещения. Новая система освещения расположена непосредственно на крыше стадиона. Освещённость поля составляет 2400 люкс. Для обеспечения энергетических потребностей стадиона была построена электроподстанция мощностью 500 кВт.
На стадионе установлены два светодиодных табло Barco, а также светодиодная рекламная линия, которая расположена по периметру поля со стороны северной, восточной и южной трибун. Также стадион оборудован камерой-пауком. Оператор, управляя такой камерой, может снимать действия с любой точки поля, как с уровня земли, так и с высоты птичьего полёта.
Следуя требованиям безопасности зрителей, территория вокруг стадиона была разбита на секторы, которые ограждены друг от друга и имеют свои собственные выходы. Они оборудованы 88 турникетами: 74 полноростовых, 12 стандартных (из них 4 для VIP), 2 для инвалидов.
- Общая вместимость стадиона составляет 40 003 места;
- Чистая вместимость стадиона составляет 35 721 место;
- 506 мест для важных гостей (из них 116 в скайбоксах);
- 500 мест для представителей СМИ (300 со столами, 200 без столов);
- 160 мест для медиаобозревателей;
- 240 комментаторских позиций;
- 102 места для инвалидов[17].

По словам Александра Ярославского, стоимость реконструкции стадиона составляет 600 млн гривен, из которых 140 млн получено из госбюджета, 80 млн из областного бюджета, 50 млн из городского бюджета.
Открытие реконструированного стадиона прошло 5 декабря 2009 года. По календарю Премьер-Лиги на этот день был запланирован домашний матч «Металлиста» с киевской «Оболонью», который выиграли киевляне со счетом 1:0. Этот день совпал с 50-летним юбилеем президента ФК «Металлист» Александра Ярославского. В церемонии открытия приняли участие 40 тысяч зрителей, а также ряд высокопоставленных лиц: президент Виктор Ющенко, премьер-министр Юлия Тимошенко, лидер «Партии регионов» Виктор Янукович, директор Евро-2012 Мартин Каллен.

Скульптура Дискобол
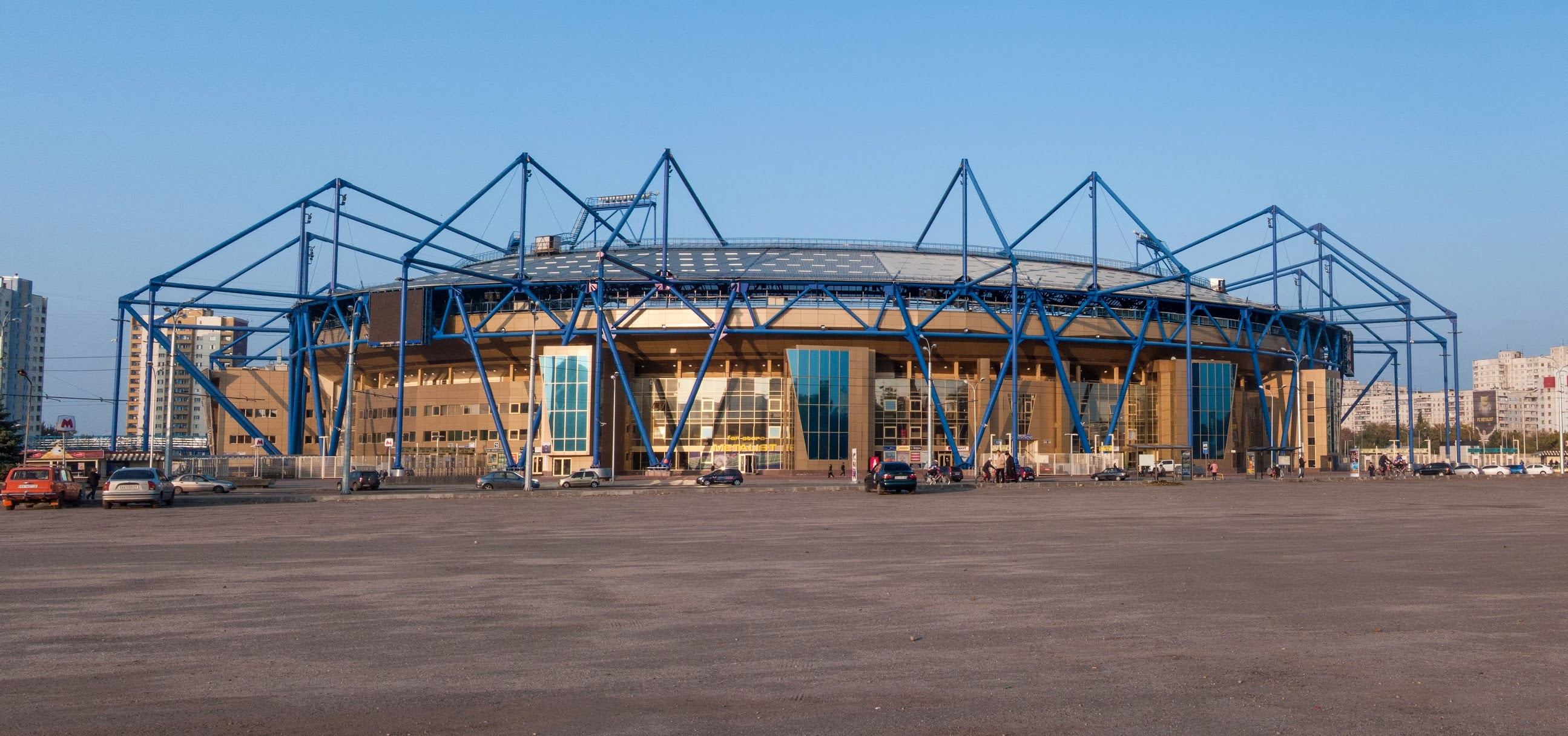
Общий вид
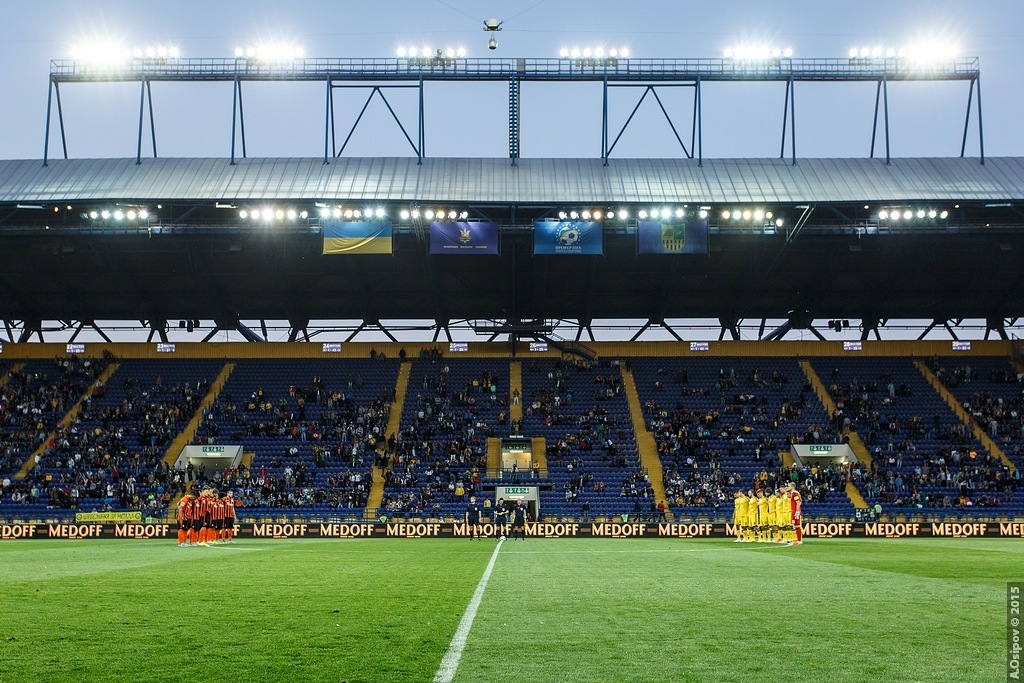
Центральная трибуна
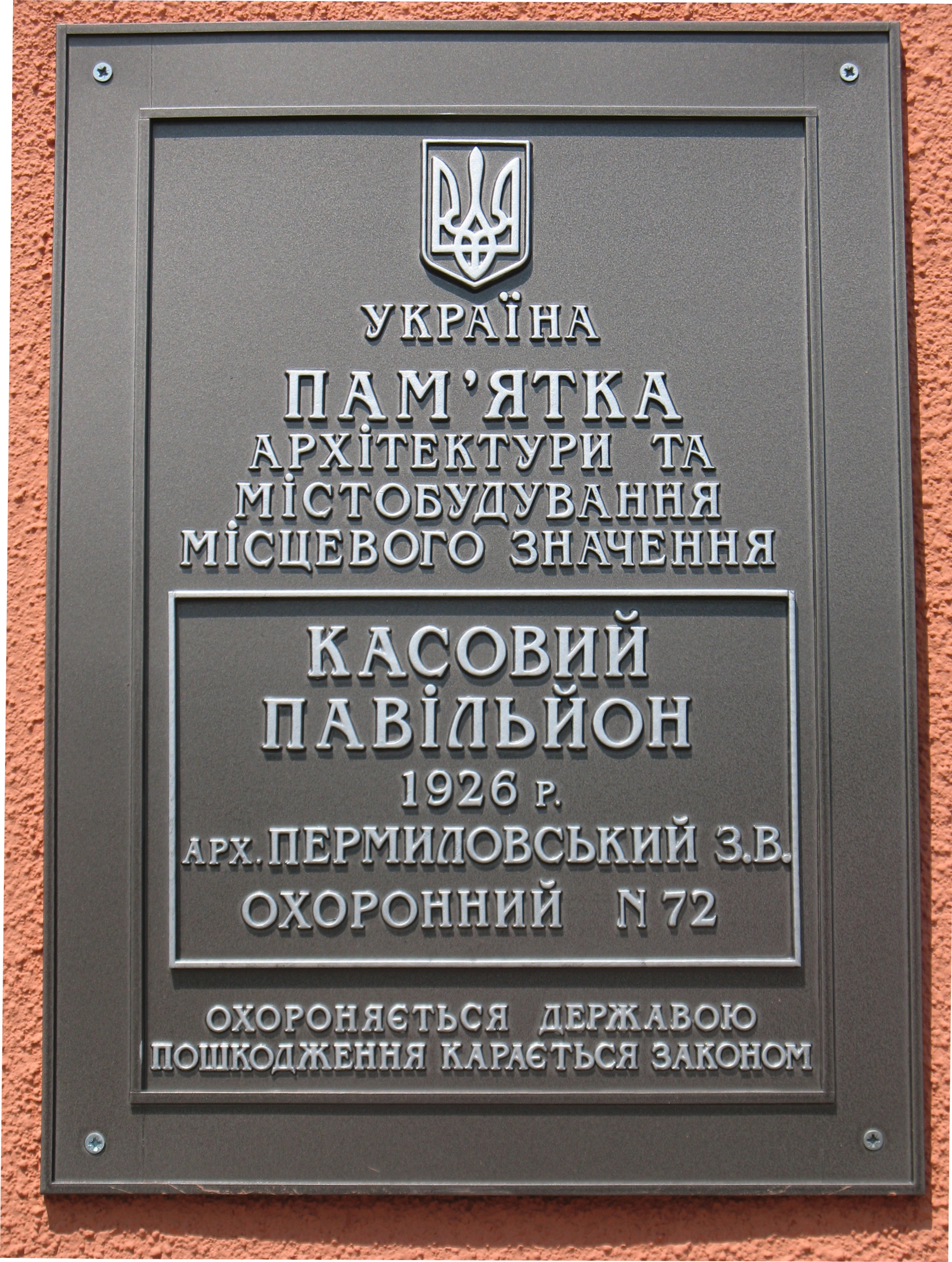
Памятник архитектуры (1926)

## Детская футбольная академия
В 2008 году на территории ОСК «Металлист» было начато строительство детско-юношеской футбольной академии. На территории площадью 15 000 м² расположены 7 игровых полей с искусственным покрытием: 5 мини-футбольных полей, одно поле среднего размера и одно полноразмерное поле. Построено 4-этажное здание-интернат площадью 2000 м² на 90 жилых мест. Кроме футбольных полей есть два теннисных корта и две баскетбольные площадки. Летом 2009 года было начато расширение площади академии и постройка дополнительных футбольных полей.
Общее количество текущих воспитанников академии составляет около 600. Директор академии — Игорь Николаевич Кутепов.
В период проведения Евро-2012 футбольную академию использовали для размещения представителей иностранных СМИ и технического персонала.
Кроме воспитания молодых футболистов, поля академии используются для проведения молодёжного первенства Украины, чемпионата Украины по футболу среди детско-юношеских команд высшей лиги, а также для проведения любительских футбольных лиг: «Металлист-лига», «ИТ-лига».